# Предраг Финци
Предраг Финци (Сарајево, 5. август 1946) је филозоф, естетичар и есејиста. Радови и стил Предрага Финција препознатљиви су по њиховој комбинацији ерудиције, филозофских и естетских увида и личног искуства. О његовим књигама написани су бројни чланци и рецензије у БиХ и Хрватској, био је редовни професор естетике на Филозофском факултету у Сарајеву.

## Биографија
Предраг Финци је рођен у познатој сарајевској сефардској породици. Више чланова његове породице убијени су и били жртве Холокауста. Започео је своју каријеру као глумац 1968. појавио се у улози Гаврила Принципа у филму Фадила Хаџића „Сарајевски атентат”. По завршетку драмских студија, студирао је филозофију на Универзитету у Сарајеву и потом на Универзитету у Паризу (код Микел Дифрена). Такође је био гостујући истраживач на универзитету у Фрајбургу (код Вернера Маркса). Дипломирао је 1977, магистрирао је темом (Умјетност и слобода – покушај критичког приступа Камијевој филозофији), и докторирао 1981. године на Филозофском факултету у Сарајеву темом из естетике егзистенцијализма (Умјетност и живот) касније је то дело публиковано под насловом Умјетност и искуство егзистенције. Радио је на Филозофском факултету у Сарајеву у периоду 1971-1992. Био је декан ООУР-а Филозофија на Филозофском факултету у Сарајеву 1985/1986. и 1986/1987. Изабран је за редовног професора на наставном предмету Естетика што је радио до 1993. године када се, током рата, преселио у Лондон . У Лондону је наставио да ради као слободни писац и гостујући истраживач на UCL-у (University College London) Универзитетском колеџу у Лондону до свог пензионисања 2011. године.
Књиге Предрага Финција објављују се у Босни и Херцеговини, Хрватској и Србији, а 2012. објавио је прву књигу на енглеском, под називом Applause, and then Silence (Аплауз, а потом мук). То је кратка збирка филозофских есеја о темама као што су оквир слике, наслов, мото, посвета итд. О истим темама је писао и раније и опширније у својој књизи "O nekim sporednim stvarima" објављеној 1990. године. Године 2014, објавио је још једну збирку есеја на енглеском: Why I Killed Franz Ferdinand and Other Essays (Зашто сам убио Франца Фердинанда и други есеји). То је збирка есеја о различитим проблемима, од Сарајевског атентата преко неких позоришних епифеномена до питања о природи опијености.
Издавач Antibarbarus из Загреба објављује у Загребу 2014. године Финцијеву "Естетска терминологија". То је обимно дело у којем се бави појмом уметности и уметничког дела. Исти текст је објављен 2016. године и у електронском издању. Већина Финцијевих радова објављује се у електронском формату, али "Естетска терминологија" у свом електронском издању нешто је другачија, коригована и допуњена и назива се "Естетичка терминологија". Према речима аутора, то је следећа техничка разлика: "када се каже "естетички" онда је то теоретска, филозофска дисциплина, мишљење естетског феномена, а не рецимо естетска хирургија или естетски аспект проблема, а када се каже "естетско" говори се о уметничком раду и својствима тог дела. Појмови естетичко и естетско припадају естетици (естетској теорији) као филозофској дисциплини и унутар ње имају своја специфична, јасно дефинисана значења " (Финци, 2016: 349)
Године 2016. сарајевска издавачка кућа Art Rabic објавила је књигу Предрага Финција Kratka, a tužna povijest uma". Према наводима БиХ П. Е. Н.-а, у "Краткој и тужној повијести ума", Финци показује шта је све идеја ума и умног бића, како се ум разликује од осећаја и вере, због чега је данас све потпуније неповерење у ум и шта је могућа перспектива и будућност мишљења и самог ума.
У загребачком часопису Radio Gornji Grad Луциано Лукшић сматра да су Финцијеве књиге "O kolodvoru i putniku" и "Kratka, a tužna povijest uma" написане у нади, упркос свему, у један хуманији свет, свет у коме ће креативне идеје и етика хуманизма постати животна стварност а сам свет уман.
У књизи "Elektronička špilja" ("Електронска пећина") која је изашла 2017. године у издању сарајевске куће Art Rabic, у Сарајеву, Предраг Финци промишља о предмету и теми медија и узима у разматрање њихов значај, утицај и последице које они врше на човеков живот. У књизи поставља важно данашње етичко и политичко питање "Колико пристајем на манипулисање медијима и колико сам допринео њиховој злоупотреби?"
Године 2018. издавачка кућа Factum из Београда објавила је 20. књигу Предрага Финција под насловом "Укратко". П. Е. Н. БиХ наводи: "У овој књизи есеј се готово у потпуности трансформише у поетску форму. Књига се дотиче свих кључних егзистенцијалних питања, од питања порекла и настанка до речи о пријатељству и љубави, као и питања рата, умирања и ништавила. У његовим кратким, ефектним текстовима, Финци заправо одржава дијалог са раним грчким филозофима и својим властитим емоционалним стањима, која могу да буду осећања свакога од нас. " Укратко је ауторова сажета историја живота.
Предраг Финци је члан Exile Writers Ink (Лондон), Друштва писаца БиХ и члан оснивача П. Е. Н. БиХ. Члан је Хрватског филозофског друштва. Добитник је награде издавача "Свјетлост" за збирку есеја "Говори преписки" 1980. године и Награде издавача "Веселин Маслеша" за есеј, 1986. Добитник је за 2011. годину награде за науку на 23. Међународном сајму књига у Сарајеву за књигу "Имагинација" у издању Antibarbarus-а из Загреба.